# František Barcal
Policejní kapitán František Petr Barcal (anglicky Francis Peter Barcal, 11. srpna 1837 Stožice – 25. června 1923 Chicago, Illinois) byl česko-americký policista, důstojník policejního sboru města Chicaga (Chicago Police Department), spolkový činovník českých krajanských spolků, amatérský divadelní herec, dramaturg a režisér, zásadní postava českého ochotnického divadla v Chicagu. Roku 1894 byl povýšen na policejního kapitána, čímž se stal patrně prvním Čechoameričanem v takto vysoké policejní funkci.

## Život

### Mládí
Narodil se ve Stožicích nedaleko Vodňan v jižních Čechách do rodiny chalupníka Matěje Barcala. S rodinou a sourozenci odcestoval do Spojených států. Rodina se uvádí jako domovská v Chicagu, městě, kde působila početná česko-americká komunita, od roku 1853. Zde začal František používat anglickou podobu svých křestních jmen, Francis Peter. Vyučil se výrobcem doutníků, v kterémžto oboru také zpočátku pracoval, mj. u zdejšího obchodníka Poláčka. Roku 1862 se v Kane County oženil s Caroline Matildou Mongerson, jejíž rodiče přišli do USA ze švédského Edshultu, manželé pak společně žili v Chicagu.

### Ochotnické divadlo
Byl činný ve zdejším krajanském spolkovém a uměleckém životě. Spoluzakládal zdejší česko-americký vlastenecký spolek Slovanská Lípa, kderý si nechal v Chicagu postavit vlastní budovu, vůbec první takové sídlo českého spolku v USA. Zde pak začal čile působit ve zdejším ochotnickém spolku, kde působil jako režisér a herec. Pod jeho režií také spolek odehrál vůbec první české ochotnické představení v zámoří, kdy, ještě před dokončením spokové budovy, v hale Německého tělovýchovného spolku uvedl 22. února 1863 komedii Pan strejček od Rodericha Benedixe.
V ochotnické činnosti pokračoval, roku 1869 byl zvolen hlavním režisérem ochotnického spolku Slovanské Lípy. Působil rovněž jako dramaturg a překladatel her z angličtiny do češtiny.
Jako herec účinkoval v repríze představení Sirotek z Loowoodu 9. října 1871, nazkoušené pod jeho režií, když vypukl tzv. Velký požár Chicaga. Všechny přítomné se díky úspěšné evakuaci podařilo dostat do bezpečí.
Roku 1875 se stal zakladatelem ochotnického divadelního souboru Thalia. V Chicagu pomohl vybudovat ochotnickou tradici česky hraného divadla, na kterou pak úspěšně navázal český imigrant a divadelník František Ludvík, který později v Chicagu zřídil první české profesionální divadlo v USA.
Jeho divadelní činnost poté ustala, velmi pravděpodobně v souvislosti se zaměstnáním u policie a kvůli možné kolizi s vážností veřejného činitele.

### Policejní kariéra
Roku 1877 přihlásil k chicagskému policejnímu sboru, stejně jako později jeho mladší bratr Jakub. Zde prodělal úspěšný kariérní postup: z hodnosti strážníka byl roku 1883 povýšen na seržanta, roku 1886 na poručíka a roku 1894 na policejního kapitána. Stal se tak prvním Čechoameričanem zastávajícím takto vysokou policejní funkci, a to jak v Chicagu, tak patrně i v celých Spojených státech.
V tehdejších tištěných periodikách i policejních záznamech jsou doklady o Barcalově svědomité policejní práci: roku 1886 se významně podílel na zklidnění rozvášněného davu při dělnických protestech a stávce zaměstnanců tramvajové dráhy v letech 1886 až 1887. Zde Barcal apeloval na své podřízené, aby se vyvarovali střelby, a protesty si tak vyžádaly pouze asi 60 zatčených. V letech 1890 a 1891 byl při výkonu služby postřelen. Roku 1898 se zasloužil a osobně v Milwaukee provedl dopadení Williama Lichtenberga česko-amerického původu podezřelého z trojnásobné vraždy.
Příslušel k policejní stanici ve Woodlawn v chicagské Lower West Side. Roku 1910 byl již uváděn jako policejní kapitán ve výslužbě.
Byl jedním z nejvýše postavených policejních důstojníků se silnými přistěhovaleckými kořeny, obzvláště ve slovanské Evropě. Opakovaně byl připomínán a zmiňován v české krajanské literatuře a českých periodikách vydávaných v USA.

### Úmrtí
František Petr Barcal zemřel 24. června 1923 ve svém domě na Lowell Avenue v Chicagu ve věku 85 let. Byl pohřben v rodinném hrobě na zdejším Českém národním hřbitově.

### Rodinný život
Roku 1862 se v Kane County oženil s Caroline Matildou Mongerson (1844–1914) švédského původu, se kterou měli několik dětí.